# Mandjara
Mandjara est un village du Cameroun situé dans le département du Djérem et la Région de l'Adamaoua. Il fait partie de la commune de Tibati.

## Population
En 1967, il comptait 80 habitants, principalement Gbaya. Lors du recensement de 2005, 1 071 personnes y ont été dénombrées.